# 佐伯かのん
佐伯 かのん（さえき かのん、1979年9月10日 - ）は、日本の熟女系AV女優である。オールプロモーション（All Promotion）所属。東京都出身。旧名、水原薫子（みずはら かおるこ）、別名、篠田涼花（しのだ りょうか）名義でも活動。

## 略歴・人物・エピソード
- 2013年4月に、33歳で熟女系AV女優としてAVデビュー。当初の芸名は、『水原薫子』名義で、ピースプロモーション所属であった。
- 最初のデビュー作のみ、『かおる』名義である。このデビュー作は本人ブログにて宣伝されており本人と確認できる[3][4]。
- 2013年7月からは別名、『篠田涼花』名義でも活動。篠田涼花名義デビュー作は、直履きTバック生パンティーと手ブラチェキ（サイン入り）の特典付きであった[5]。篠田涼花名義ではデビューイベントも開かれた[6]。
- 2013年11月からは、プロダクションクラップ（Production CLAP）所属となり、『佐伯かのん』名義で新たに活動を開始した[7][8]。
- 2016年12月14日、再度所属事務所が変わり、オールプロモーション（All Promotion）所属となったことを発表した[9]。なお、所属事務所移籍後も『佐伯かのん』名義の芸名はそのままで改名はされなかった[10]。
- 1作品のみの別名ではあるが、『佐伯香織』名義の作品[11][12] や『みさ』名義の作品[13] もある。
- 趣味は写真を撮ることで、特技はアロママッサージ、書道、華道である[1][2]。
- 好きな食べ物は、お肉とヨーグルトである[1]。
- 性格は、明るく好奇心旺盛である[1]。
- 佐伯かのん名義になってからは、「おはよう」のことを「おはのん」等、語尾に「のん」をつける言葉をTwitterや公式ブログ等でよく愛用している[14][15][16][17][18][19]。2016年末の所属事務所移籍後も、佐伯かのん名義の芸名をそのまま使えて改名はなかったため、今までと変わらずに語尾に「のん」が使えることを喜んでいた[20]。2017年頃からは、「おはのーん」等、語尾の「のん」の間をのばす言葉もよく愛用している[21][22][23][24][25]。
- 「ぷう太」という名前の愛犬を飼っており、愛犬ぷう太は公式ブログやTwitterに頻繁に登場している[17][18][19][26][27][28]。

## 出演作品

### アダルトDVD・動画

#### 水原薫子・篠田涼花・他 名義
2013年
- 素人わけあり熟女生中出し 072　かおる 43才（4月30日、プラム）（デビュー作）※「かおる」名義
- リアル盗撮 本当にあった！ラブホの隠しカメラ（6月10日、ブリット）
- 働く熟女ナンパ中出し4時間 VI（6月24日、グラフィティジャパン）※「かおるこ」名義
- 近親相姦 すけべ親父の嫁いじり 息子の新妻　水原薫子33歳（6月28日、ドリームステージ）
- ウラ美少女 芸能人 Premier 大手化粧品メーカーと大手有名コンビニチェーン●●●●のCMタレント 篠田涼花AV DEBUT（7月7日、カルマ）※「篠田涼花」名義
- 義父の子を孕んだ嫁　水原薫子33歳（7月5日、カマタ映像）
- 中出し近親相姦 夜這い　水原薫子（7月25日、センタービレッジ）
- 人妻デッサン教室で巨根モデルが勃起していきなりしごきだしたらどうする？（8月15日、NEXT GROUP）※「薫子」名義
- 病室でセックスしていると、カーテン一枚隣の患者さんのオナニーが聞えてきたので 3Pのお誘い（8月15日、STAR PARADISE（スターパラダイス））
- 熟女医さんの包茎治療手コキクリニック（8月20日、NEXT GROUP）
- 残酷猟奇性拷問.忍 号泣の女捜査官 Vol.3　水原薫子（9月7日、ベイビーエンターテイメント）
- 熟女婚活パーティー（10月4日、クリスタル映像）
- 「40代になって性欲が増した女教師が内緒で付き合う教え子の暴走チ○ポを学校内でも優しくヤってあげている生現場をのぞく」VOL.2（10月10日、DANDY）
- ラフォーレガール Vol.16 ～和服妻の下半身事情～　篠田涼花（11月21日、La Foret）※「篠田涼花」名義
- お・も・て・な・し　篠田涼花（11月22日、一本道）※「篠田涼花」名義
- ザ・ベイビーエンターテイメント 2013 PREMIUM BEST ～淫秘の女体轟沈アクメ～（12月7日、ベイビーエンターテイメント）
- ウラ美少女 2013年度 芸能人 BESTセレクション 8時間（12月7日、カルマ）※「篠田涼花」名義
- 机の下のフェラチオ #2（12月13日、アロマ企画）
- 拷問志願 初SM調教ドキュメンタリー・縄鼻悶鞭叫 犯されたいイジメられたい極エロ三十路緊縛拘束ハードSEX絶頂快楽！ 水原薫子（12月13日、セレブの友）
- CA専用おもてなしエステ　フライトで疲れきった美人CAさんを癒しながら子宮の奥までトロケさせる性感レズエステ（12月20日、クリスタル映像）
- 大人になったらセンタービレッジ。2013年下半期BEST4時間（12月26日、センタービレッジ）
- ドリームステージ 2013 カウントダウン BEST20（12月27日、ドリームステージ）
- 全国のエロ奥さんアソコ洗おて待っとけや　早朝から会社の上司のデスクでオナニーしてる変態の私をいじめてください（12月27日、アテナ映像）

2014年
- いやらしい腰つきで連続騎乗ハメ狂う　篠田涼花（1月8日、一本道）※「篠田涼花」名義
- 無料をエサに…淫媚オイルで欲情させる！性感マッサージナンパ OL編（1月25日、ブレスト）
- 若返りたい熟妻をアンチエイジングと称して電流噴射アクメ（1月25日、ブレスト）
- 私を犯してください… 非日常的快楽を貪る奥様達のおねだり拘束遊戯生中出し（1月25日、セレブの友）
- エロ熟女8時間30人 6（1月29日、ドリームステージ）
- 近親相姦 息子の新妻 総集編（1月31日、ドリームステージ）
- 義父の子を孕んだ嫁 総集編（2月7日、カマタ映像）
- The Baby Entertainment 艶熟淫肉イキ奈落 BEST 熟れた女体である事のどうしようもなさ（3月7日、BabyEntertainment）
- ドリームステージ 若妻セレクション 6（3月14日、ドリームステージ）
- 完熟マダムPREMIUM 8時間 2（3月21日、クリスタル映像）
- マダムマニアック THE BEST4 8時間100連発!!（5月9日、クリスタル映像）
- 美熟女まるごとフェラリスト8時間 濃密糸引きフェラチオW責め快感悶絶イラマ総勢40名！（5月19日、 婦人社/エマニエル）
- 人妻湯恋旅行 069　人妻みさ（34歳）の場合（6月6日、 ゴーゴーズ ）※「みさ」名義。
- 美熟女プレミアム 鼻フック鼻孔吊りコレクション8時間（6月19日、婦人社/エマニエル）
- 近所に漏れ出す母と息子のせつない喘ぎ声!! 噂になっても構わない…（6月19日、赤い弾丸/エマニエル）
- 大変態女 8時間50人30選!!（6月20日、クリスタル映像）
- 人妻本格飼育～美熟女拘束雌犬調教コレクション 41人8時間2枚組（8月19日、婦人社/エマニエル）
- 包茎さんいらっしゃい!!熟女医院のおち○ぽ触診（8月20日、NEXT GROUP）
- 普通の主婦の目の前でさりげなく巨根マラを出したら…（9月20日、ブレス）

2015年
- ザ・レイプ・ベストコレクション～暴行魔達への生贄～全40人8時間（2月19日、エンペラー/妄想族）
- 縄堕ち～陵辱専用 緊縛拘束奴隷人妻 アクメ全集41人8時間（3月19日、婦人社/エマニエル）
- 初SM 変態熟女 8時間 初めての本格的ハードSM凌辱！未体験快楽に堕ちた熟妻たち…（8月13日、セレブの友）
- 抜きやすさバッチリ！！ オナニー専用フェラチオメガMIX！！フェラチオマスター編！！20人4時間（11月13日、ケイ・エム・プロデュース）
- フェラ・手コキ5 BEST SELECTION（12月15日、アロマ企画）
- ナースも患者も発情ウイルス感染中！ 痴女病棟24時  2（12月20日、STAR PARADISE）

2016年
- お前の嫁を犯す!! 40人 人妻を容赦なくいたぶりヤリまくる!!（6月26日、熟女画報社）
- 一度咥えたら離さない!!年増のバキュームおフェラ　50人（6月26日、熟女画報社）
- 超厳選！激イキ！ 極上S級女優達23名 名作スーパーBEST3時間（8月19日、Merci Beaucoup）※「篠田涼花」名義
- 女体快楽レボリューション　私の中にあるブッ飛びアクメな願望　主婦 薫子（33歳）の場合（12月16日、Complex Films）

2017年
- 雪景色 日本発情地帯（1月15日、プラム）
- SM拷問折檻20時間48分76人98シーン（3月19日、婦人社/エマニエル）
- 残酷猟奇性拷問 忍 SPECIAL BEST FILMS 屈辱の果てにイク女、号泣の彼方に（5月7日、BabyEntertainment）
- SM×緊縛×拷問 24時間11分8枚組（10月14日、セレブの友）

2018年
- 今日は可愛がってあげるから奥さん【第二十六章】欲求不満でムラムラのヤラしい奥様たち【10人】（1月1日、プラム）※「かおる」名義
- 初SM×初アナル 熟女拷問調教25時間17分8枚組（3月25日、セレブの友）
- 欲求不満 淫乱熟女妻 完全盤（4月20日、STAR PARADISE（スターパラダイス））
- 「いえない」-お義父様とのひめごと-（6月22日、日本近代ロマン書房）
- ～姦される女～ 「嫁のお役目 妻の義務」（7月27日、日本近代ロマン書房）

#### 佐伯かのん 名義
2013年
- 催眠面接 ～ある女優と美人マネージャーの1日～ 佐伯かのん(12月18日、トラウマアート）

2014年
- 媚薬バトル ～感度倍増リクルートマッチ～　芹野莉奈・佐伯かのん（1月9日、トラウマアート）
- マジックナンパ! vol.7 母娘丼ナンパ　仲の良い母と娘をナンパしてまとめていただいちゃいます!!!!（1月21日、プレステージ）
- 青山猥褻エステサロン 69（2月7日、ゴーゴーズ）
- 熟ズボッ! そんなにしたらダメ…私、超敏感なんです! こんな熟女としてみたいスペシャル（3月20日、アテナ映像）
- 当て身コレクション 4（3月27日、トラウマアート）
- 生中出し若妻ナンパ3 港区編（4月11日、S級素人）※「かな」名義
- 彼氏の前で、彼女を犯す。2（4月11日、MAD）
- 人妻限定! 中出しロシアンルーレット（4月13日、はじめ企画）
- 絶対にち○ぽを触ってくれない睾丸エステ（5月13日、アロマ企画）
- 美少女 初めての脱糞　桐谷みいな（5月25日、オペラ）
- 潜入!! 極上人妻がいる洗体回春マッサージ IV（5月26日、グラフィティジャパン）※「かのん」名義
- 罠に堕ちた人妻27 狙われた肉体 陵辱人妻女教師　佐伯かのん（6月1日、中嶋興業）
- ドランク♥ゲッタ→（6月1日、ARTMODE）
- 禁断拘束レズ VOL.6（6月20日、アウダースジャパン）
- ご近所の無防備奥様を生中出し斬り!! 2（6月27日、S級素人）
- 私立嬢王学園　平成被虐大飢饉　≪第一章≫ 「小夜曲（セレナーデ）」（7月4日、PURE GOLD）
- 私立嬢王学園　平成被虐大飢饉　≪第二章≫ 「鎮魂歌（レクイエム）」（7月4日、PURE GOLD）
- 私立嬢王学園　平成被虐大飢饉　≪最終章≫ 「狂想曲（カプリッチョ）」（7月4日、PURE GOLD）
- DOKIレズ 68（7月4日、アウダースジャパン）
- センズリ鑑賞会  恥じらい素人娘に見せつけちゃいました　20（7月10日、ホットエンターテイメント）
- 衝撃の投稿映像30連発！お風呂を覗かれた女たち～銭湯の女湯からバレー部の合宿所まで（7月27日、パラダイステレビ）
- ナチュラルハイ15周年記念作品 出産して急激に感度があがったママチャリ早漏妻 人気3タイトル合体SP! シリーズ全31名総集編付き2枚組豪華版（8月7日、ナチュラルハイ）
- 市営団地おま○こニュータウン 同じ棟の人妻が当番制で性処理をしてくれる夢団地（8月21日、SODクリエイト）
- 激痛失禁足裏整体（9月20日、レイディックス）
- 私の小さなアルバイト　佐伯香織（仮名）（9月28日、ニュートラルハート）※「佐伯香織」名義
- おしっこシャワー 2　30人（10月20日、レイディックス）
- 潜入!! 極上人妻がいる洗体回春マッサージDX（10月25日、グラフィティジャパン）※「かのん」名義
- 美しい女たちの口腔内観察（11月20日、プールクラブ・エンタテインメント）
- 縄に寝取られた妻　佐伯かのん（12月19日、ドグマ）

2015年
- 人妻連れ込みマッサージ 逝かせレイプ中出し（1月15日、ロータス）
- 壁! 机! 椅子! から飛び出る生チ○ポが人気のお店 『BARしゃぶりながら』…さらにハメながら!!（1月22日、SODクリエイト）
- 熟ズボッ! いきなり襲われ、たちまち絶頂! 匂い立つ食べごろ美熟女 25人4時間（2月27日、アテナ映像）
- K応○塾大学病院の女医が通う指圧医療マッサージ施術院 2（3月1日、変態紳士倶楽部）
- S級素人 濃厚!! 生中出しSEX100人8時間（3月13日、S級素人）
- 女性客を酔わせて喰いまくるレズ連れ出しエステティシャン（3月15日、ピーターズ）
- ガチ♥レズSP 7（4月4日、アウダースジャパン）
- 人妻ナンパ! エッチな体験談教えてください。そして今、再現してみませんか?（4月10日、I.B.WORKS）
- アナルレズ 人妻高級オイルエステ（5月15日、ピーターズ）
- 人妻プロレスファイト 1（5月22日、アキバコム）
- 某クリニックを真似してセクハラクリニックを開業したけど、患者さんにお仕置きされちゃったボク（5月29日、Fetish Boya）
- 中嶋興業 LINEUP CATALOGUE Vol.14 （6月1日、中嶋興業）
- ガチ♥レズSP 8（6月5日、アウダースジャパン）
- 家畜便器募集中!! 春の嬢王育成講座♀　第5課程 残豚濃厚餌付け（6月12日、ヤプーズマーケット）
- 家畜便器募集中!! 春の嬢王育成講座♀　最終課程 豚便器個別使用（6月12日、ヤプーズマーケット）
- 家畜便器募集中!! 春の嬢王育成講座♀　～全6巻組スペシャルブルーレイBOX～（6月12日、ヤプーズマーケット）
- 若妻を男女2人のエステティシャンが同時に責めイカせ続ける高級オイルエステ（6月15日、ロータス）
- 気持ち良過ぎて勝手に動いちゃう♥お尻クネクネ何度もイキたい! 指だけ腰振りオナニー 2 （6月15日、プリモア）
- 初イキを覚えた無毛スジマン強制開発レズエステ（6月15日、ピーターズ）
- ドグマ2014下半期作品集（6月19日、ドグマ）
- 女捜査官 狂い逝き集団拷姦（7月1日、V(ヴィ)）
- レズ友ママ! 月に1度の発情日（8月7日、I.B.WORKS）
- ナチュラルハイ真夏の凌辱SP 崩壊保護者会 ～教師に無実の罪を被せた親たちに集団オマ●コおっぴろげ制裁～（8月20日、ナチュラルハイ）
- パラリシスウーマン 薬物悪用全身麻痺陵辱（10月11日、トラウマアート）
- くぱぁ～おま○こ見てぇ～ アナルも全開!! 自画撮りオナニー（10月15日、プリモ）
- 「脱ぎなし」、「ヌキなし」の人妻洗体マッサージのキワドイ指使いに勃起したチ●ポを気付かれ怒られると思ったら…「こんなオバさんでいいの?」の神対応!!（10月23日、UMANAMI）
- 監禁陵辱銀行 ～犯されてる私を見ないで～ 佐伯かのん×星野あかり×なごみ（10月30日、Eドラ!）
- 集団凌辱病棟 連続イカセ! 大量ぶっかけ! 輪姦セックス! 肉体懺悔を強いられた美人女医たち（11月12日、ナチュラルハイ）
- 夫に抱いてもらえず抑えきれない性欲が…ママ友たちの人妻レズ 2（12月15日、ピーターズ）
- SKYQUEEN☆AIRLINES～　家畜人牧場へ出荷された男 Flight.01（12月18日、ヤプーズマーケット）
- SKYQUEEN☆AIRLINES～　家畜人牧場へ出荷された男 Flight.02（12月18日、ヤプーズマーケット）
- SKYQUEEN☆AIRLINES～　家畜人牧場へ出荷された男 Flight.03（12月18日、ヤプーズマーケット）
- SKYQUEEN☆AIRLINES～　家畜人牧場へ出荷された男　番外編（12月18日、ヤプーズマーケット）
- SKYQUEEN☆AIRLINES～ 全4巻組スペシャルブルーレイBOX～Blu-rayBOX 限定特典映像入り～（12月18日、ヤプーズマーケット）

2016年
- 素人妻ナンパ　人妻をナンパして本番がダメなら素股まで了承させてチンポをこすりつけてたらズボッと入ってしまった　何も言わないからそのままマ●コに中出ししちゃいました（1月8日、グラフィティジャパン）
- 私を執拗に犯す夫の上司　谷原希美（1月25日、マドンナ）
- 鼻責め・鼻浣腸 10（2月1日、中嶋興業）
- ヘンリー塚本原作 性犯罪 刑法177 常習犯 ①連続暴行魔 権藤平八の犯罪 ②忍び込み暴行 真昼の侵入者 ③山中暴行 不倫情交中の悪夢（2月13日、FAプロ）
- 高級オイルエステ 人妻アナル絶叫レズ（2月15日、ピーターズ）
- 快楽M性感美脚エステ 2016（4月5日、フリーダム）
- ヘンリー塚本原作 妻の性欲 ①亭主がダメなら不倫 ②早くくたばれ亭主! ③エスカレートする不敵な関係 4何か物欲しい夜（4月13日、FAプロ）
- せめてゴム付けて… あっ! うわ… これマジで顔バレしちゃうだろ…ってレベルの美人奥さん達が平日の真っ昼間から口説き落とされてAV出演とかどうかしてるぜ。 「ガチンコ中出し!  顔出し! 人妻ナンパ」in練馬&江古田（4月25日、ビッグモーカル）
- ～ほろ苦い青春の思い出～ 保健室のドS先生（5月5日、フリーダム）
- ニオイを感じる足裏 2（5月5日、フリーダム）
- Best of 朝倉ことみ part2（5月6日、アウダースジャパン）
- あなた、ごめんなさい。 夫よりも縄に寝取られて…（5月19日、ドグマ）
- 女教師の教育 足臭マン臭指導と顔騎飲尿（6月5日、フリーダム
- 完全主観 罵倒地獄 Vol.5 ～罵られて勃起する男達の子守唄～（7月5日、フリーダム）
- パパママ頑張れ! ぬるぬるローションで仲良し家族対抗ハメハメ合戦!!（7月7日、SODクリエイト）※「鈴木ケイコ」名義
- V2015年下半期全タイトルBEST 全て過激な11作品4時間！（9月1日、V(ヴィ)）
- 完全主観 60人 放尿の滝 60人×主観×客観 120回のオシッコパラダイスがここにある…（12月20日、レイディックス）

2017年
- 生まれて初めての金蹴り 3 金玉ツブれたら死んじゃうんですよね?（1月5日、フリーダム）
- 睾丸いぢり（1月13日、アロマ企画）
- Face to Face 7th season（2月2日、SILK LABO）
- 新・奥さんシリーズ［95］初脱ぎ即ハメ素人妻　美沙（仮名）三十六歳（2月10日、ゴーゴーズ）※「美沙」名義
- 女神達のSファイル ～拷問リンチ面接編～ Folder.01（4月7日、ヤプーズマーケット）
- 女神達のSファイル ～拷問リンチ面接編～ Folder.02（4月7日、ヤプーズマーケット）
- 女神達のSファイル ～拷問リンチ面接編～ Folder.03（4月7日、ヤプーズマーケット）
- 熟女のお宅にお邪魔させてください! ご家族不在中に絶叫イカセ! 生中出し 2（4月10日、ホットエンターテイメント）※「平井みか」名義
- 熟女 人妻 BEST 25人5時間 こんなに濡れちゃうなんて、恥ずかしい…（4月20日、アテナ映像）
- シ●ウト40人! いつもしている本気のオナニーを自分で撮影するHなアルバイト4時間SP （4月20日、パラダイステレビ）
- WifeLife vol.016　昭和54年生まれの佐伯かのんさんが乱れます　撮影時の年齢は37歳　スリーサイズはうえから順に83/60/83（4月21日、SEX Agent）
- 素人四畳半生中出し あげまん人妻四畳半 乳首とエプロン　佐伯かのん 41歳（5月1日、プラム）
- 絵画教室 ～素直に描く～（5月20日、STAR PARADISE（スターパラダイス））
- 四十路美熟女が集まるディープレズBarの実態 2（5月21日、パラダイステレビ）
- おばんにおまかせ 2　～たくましい肉棒に歓喜して熟成妙技を全力解放してしまうカワイイ女達～（6月16日、SEX Agent）
- 不埒でスケベな不倫熟女ベスト（7月19日、ドグマ）
- 自宅でゆる～い格好をして過ごす美熟女妻は息子の友人を無自覚に挑発! 視線に気づくと…さらに誘惑し痴女る!（8月11日、プレステージ）
- 夫婦で過ごす幸せなリビングにある日突然正体不明の巨漢覆面レスラーが乱入してきて 僕の目の前で妻にたねづけプレスされるのを何も出来ずに只ひたすら呆然と結合部を見守り彼の射精を待つ事しか出来ぬこの悪夢　佐伯かのん・藍川美夏（10月1日、JET映像）
- 総合婦人肌着メーカーWAKOSUKE～ワコスケ秋のプレゼン行脚～（10月13日、AVS collector’s）
- SEX狂いのいい女たち　妻・姉・妹・娘（12月1日、FAプロ）

2018年
- 性悪ママ友粘着レズビアン　本庄瞳 佐伯かのん（1月13日、U&K）
- 人妻、午後の密会レズ不倫（2月1日、U&K）
- 素人美人妻「パパ活」金持ちパパと初撮りパコパコ生中出し!!　かなこ46歳（2月9日、S級素人）※「かなこ」名義
- エロい客を断り切れないエリカ＆まりなは、セクハラされまくりのパブホステス（2月13日、 AVS collector’s）
- 禁断レズ 女に堕ちた人妻たち…　夫は知らない女同士で愛し合う平日の午後（2月15日、LOTUS）
- 熟マンに即ブチ込め! 美熟女選抜50人5時間「やめてッ、まだ洗ってないのー!!」（4月20日、アテナ映像）
- レズビアンに寝取られた人妻たち　BEST4時間（5月13日、U&K）
- 容赦無き調教奴隷イラマチオ3　～無力な女は降りかかる屈辱の災難に喉奥最深部で耐え忍ぶ～（5月18日、SEX Agent）
- 陵辱FUCK10連発3（6月1日、中嶋興業）
- ド変態体位の羞恥手コキ ～男のプライドはボッロボロ、男のシンボルはボッキボキ。狂ったもん勝ちの快楽世界～（6月22日、SEX Agent）
- 女捜査官 狂い逝き集団拷姦 神BEST（7月1日、V(ヴィ)）
- レズち○ぽ調教BEST4時間 ～中イキ絶頂良感熟女～（9月13日、U&K）
- 女の欲望で息子を溺愛している母42歳 息子との関係を脅され、まだまだ美味しい熟れた肉体を激しく犯され恍惚のまま 近親中出しを受けさせられる　佐伯かのん（10月25日、ヒビノ）
- ミニスカ回春エステシャン　密着型見せつけ挑発＆エッチなハプニング（10月26日、おかず。）
- どうか、主人をクビにしないで下さい… リストラ対象となった夫の為に、上司に犯され続けて理性を失う人妻 佐伯かのん（11月7日、Mellow Moon）
- Yapoo'sMarketVenusフェチ別総集編 女神達のSファイル2 ～ 拷問リンチ面接編 Folder.01（12月21日、ヤプーズマーケット）
- Yapoo'sMarketVenusフェチ別総集編 女神達のSファイル2 ～ 拷問リンチ面接編 Folder.02（12月21日、ヤプーズマーケット）
- Yapoo'sMarketVenusフェチ別総集編 女神達のSファイル2 ～ 拷問リンチ面接編 Folder.03（12月21日、ヤプーズマーケット）
- Yapoo'sMarketVenusフェチ別総集編 女神達のSファイル2 ～ 顔騎クンニ奉仕編 Folder.01（12月21日、ヤプーズマーケット）
- Yapoo'sMarketVenusフェチ別総集編 女神達のSファイル2 ～ 顔騎クンニ奉仕編 Folder.02（12月21日、ヤプーズマーケット）
- Yapoo'sMarketVenusフェチ別総集編 女神達のSファイル2 ～ 顔騎クンニ奉仕編 Folder.03（12月21日、ヤプーズマーケット）
- 妖艶な男を狂わす女たち。私のアソコが反応するのは貴方のせいなの? ダメだと分かって居ても欲求を抑えられない淫乱人妻の性…（12月28日、キネマ座）

2019年
- W快感! アナル指入れフェラ（2月15日、OFFICE K’S）※オムニバス作品
- 手錠 児玉怜子41歳  佐伯かのん（8月13日、FAプロ）
- 人妻の花びらめくり 佐伯かのん（8月19日、人妻援護会/エマニエル）

2020年
- 素人四畳半生中出し 敏感すぎる人妻四畳半（10月8日、プラム）※オムニバス作品

### アダルトVR
- ‘超’没入性感エステ vol.18（2017年5月12日、CASANOVA）※オムニバス作品
- 超VIP席! ラブラブカップルの超濃厚見せ付けレズ 黒木いくみ 佐伯かのん（2018年5月25日、CASANOVA）
- 完熟の味 ～異常性欲人妻との不倫沼～ 佐伯かのん（2018年7月13日、CASANOVA）
- HQ高画質対応 ハズレ無しデリヘル 黒木いくみ 佐伯かのん（2019年1月25日、CASANOVA）
- HQ高画質対応 乱入! ハプニング個室ビデオ 佐伯かのん（2019年3月8日、CASANOVA）

### オリジナルビデオ
- 脱衣麻雀警察24時 ネイキッド・バトルロワイアル（2015年3月4日、アルバトロス）

### 雑誌・本
- ドすけべ女装っコ倶楽部 3（2014年3月22日、三和出版）[55][56]
- 月刊ポジション特別号「茨城人妻図鑑vol.1」（2014年4月、弘栄）[57]
- 週刊現代　2014年5月17日号（2014年4月28日、講談社）[58]
- IMMORAL～papillon（2014年5月12日、ブレインハウス）[59][60][61]
- 女の子の肛門写真集2014下半期版（2014年6月30日、三和出版）[62][63][64]
- 熟れ母（うれまま）vol.53　2014年8月号（2014年6月16日、ブレインハウス）[65]
- レズビアン耽美な百合の世界　2015年 1月号（2014年12月4日、ブレインハウス）[66]
- 週刊大衆（双葉社）[67]
- 疼く！五十路妻 Vol.36（2018年9月27日、インフォメディア） - 表紙 [68][69][70][71]
- 密会！五十路六十路妻（2018年11月1日、インフォメディア）- 表紙
- まんがシャワー  2018年 12月号（2018年11月2日、一水社）- 表紙[72]

他

## 出演

### テレビ番組
- ケンコバのバコバコテレビ（サンテレビ、第25回、第26回、2014年3月）
- パラダイステレビ

### インターネット番組
- ニコニコ生放送（ニコニコ動画）[73][74]

### インターネット・アーカイブ
- 新人AV女優 水原薫子のBLOG 2013年6月時点の オリジナル よりアーカイブ
- AV女優 水原薫子（篠田涼花）のBLOG 2013年11月時点の オリジナル よりアーカイブ
- 佐伯かのん公式Blog＠AV女優